# Galaporella thaleri
Galaporella thaleri Levi, 2009 è un ragno appartenente alla famiglia Araneidae.
È l'unica specie nota del genere Galaporella.

## Etimologia
Il nome del genere è composto da una prima parte, Galap- in riferimento alla località di rinvenimento, le isole Galapagos; e da una seconda parte suffissoide, -orella per distinguerla da generi analoghi.
Il nome della specie è in onore dell'aracnologo austriaco Konrad Thaler.

## Caratteristiche
Non è facile discriminare la tribù di appartenenza di questo genere a causa dei seguenti caratteri:
- Differisce dal genere Mangora O. P.-Cambridge, 1889 per la distribuzione dei tricobotri sulle tibie del terzo paio di zampe e per la pars thoracica del cefalotorace più ampia e più tozza[1].
- Differisce dal genere Amazonepeira Levi, 1989 in quanto ha l'opistosoma di forma più allungata con una scanalatura toracica proprio nel mezzo e un'apofisi terminale dei pedipalpi di maggiori dimensioni[1].

## Distribuzione
La specie è stata rinvenuta nelle isole Galapagos: presso Los Gemelos, località sull'isola Santa Cruz.

## Tassonomia
Dal 2009 non sono stati esaminati altri esemplari, né sono state descritte sottospecie al 2014.